# Хаджи Хамза джамия
Хаджи Хамза джамия (на македонска литературна норма: Хаџи Хамза џамија; на турски: Hacı Hamza Camii; на албански: Xhamia e Haxhi Hamzasë) е мюсюлмански храм, намиращ се в град Охрид, Република Македония. Сградата е обявена за важно културно наследство на Северна Македония.

## Местоположение
Джамията е разположена в махалата Кошища, на улица „Гоце Делчев“ № 53.

## История
Джамията е изградена през XVI век като и медресе – религиозен обект за ислямско образование. По-късно е превърната в теке и тогава е изградено и минарето и тюрбето с шадравана.
На 22 март 1968 година Хаджи Хамза джамия е обявена за паметник на културата.
Джамията е санирана в 2009 и 2010 година.

## Архитектура
Сградата е със скромни размери и има проста правилна квадратна форма, с централен купол, михраб и минбер. Има и лятно молитвено пространство, летен кафе оджак и зимен кафе оджак. Минарето е с големи размери и е с шестоъгълна форма. Градежът на джамията е от ломен камък и отчасти паянтов, а минарето е от обработен камък и по-късно е измазано. Отворите са с полукръгла форма. На северозапад има пристройка от ломен камък, която също е измазана с хоросан и варосана.